# Coquimbo
Coquimbo er en havneby og kommune i Coquimbo-regionen i Chile. Den er beliggende ti kilometer syd for La Serena, som den nærmeste er vokset sammen med.  